# Selaginella pseudonipponica
Selaginella pseudonipponica là một loài dương xỉ trong họ Selaginellaceae. Loài này được Tagawa mô tả khoa học đầu tiên năm 1973.